# Stefan Lipiński (1804–1879)
Stefan Felicjan Piotr Lipiński (ur. 12 grudnia 1804 w Jezienicy w dawnym powiecie orszańskim, zm. 21 listopada 1879 w Wilnie) – polski duchowny ewangelicko-reformowany, superintendent wileński w latach 1855–1879 i superintendent generalny Jednoty Litewskiej w latach 1857–1879, tłumacz, współzałożyciel Konwentu Polonia, członek Wileńskiego Towarzystwa Dobroczynności, nauczyciel łaciny i religii w szkołach wileńskich.
Pochodził z rodziny szlacheckiej, jego ojcem był Józef Lipiński, chorąży gwardii konnej Wielkiego Księstwa Litewskiego, matką Teofila z domu Łabowska. Kształcił się w gimnazjum słuckim, a następnie studiował na uniwersytecie w Dorpacie; prawdopodobnie wraz z Tytusem Kurnatowskim byli pierwszymi studentami Jednoty Litewskiej na wydziale teologii protestanckiej tej uczelni. Był też jednym z założycieli, w 1828 roku, studenckiej korporacji Polonia.
Studia ukończył w 1830 roku i w tym samym roku został ordynowany na pastora. Początkowo skierowano go do parafii w Kopysi, a po pięciu latach, w 1835 roku przeniesiono do Wilna. Był kaznodzieją w tamtejszym kościele, odprawiał nabożeństwa w języku polskim, niemieckim i francuskim. Pomagał też w parafii dziewiałtowskiej, gdzie w tym czasie nie było stałego pastora.
Od 1836 roku był nauczycielem religii i łaciny w II Gimnazjum Wileńskim, uczył także niemieckiego na pensjach dla dziewcząt oraz udzielał prywatnych lekcji języków.
W 1839 odwiedzał w więzieniu Szymona Konarskiego, udzielając mu wsparcia jako duchowny i 27 lutego odprowadził go w miejsce egzekucji.
Po śmierci Rafała Downara został ordynowany w 1855 na superintendenta wileńskiego, będąc także w dalszym ciągu kaznodzieją w zborze wileńskim. 
W roku 1857 został wybrany na superintendenta generalnego i pozostał nim aż do śmierci w 1879. Czas jego urzędowania przypadł na trudny okres, gdyż po sekularyzacji w latach 1841–42 majątków kościelnych dochody Jednoty znacznie spadły. Lipiński wykorzystywał koneksje rodziny żony, córki pułkownika wojsk carskich oraz własne kontakty w celu ograniczenia skutków tej decyzji. Dzięki tym działaniom, wspomaganym przez innych członków wspólnoty, udało się uzyskać przekazanie dochodów z zabranych majątków Jednocie, choć ich zarząd pozostawał w rękach władz carskich. W 1869 roku, gdy generał gubernator wileński Aleksandr Potapow nakazał mu wprowadzenie języka rosyjskiego do nabożeństw, odwlekał wydanie tego polecenia, tłumacząc, że duchowni nie znają tego języka i w rezultacie władze carskie poprzestały na prowadzeniu po rosyjsku metryk i dokumentów kościelnych.
Zajmował się też działalnością społeczną, od 1845 roku był członkiem  Wileńskiego Towarzystwa Dobroczynności, od 1855 członkiem Wileńskiej Komisji Archeologicznej.
Tłumaczył publikacje religijne i historyczne, m.in. z niemieckiego Katechizm biblijny Friedricha Adolfa Krummachera, a z francuskiego cztery z pięciu tomów Historii reformacji Jeana-Henri Merle d’Aubigné.
Był odznaczony orderem Świętego Stanisława II klasy (1860) i orderem Świętej Anny, także II klasy (1863).
Zmarł 21 listopada 1879 w Wilnie. W testamencie zapisał swój liczący 1600 tomów księgozbiór bibliotece synodu.
Był żonaty z Marią Brisemann von Netting. Miał sześcioro dzieci; jeden z synów, Józef Wilhelm, był powstańcem styczniowym.